# 1989 (film)
1989 er et storpolitisk drama om Jerntæppets sammenbrud.

## Plot
En ung teknokrat, Miklós Neméth, hentes ind som ny premierminister. Han skal redde Ungarns fortvivlende økonomi og beslutter at stryge det massive – og dyre – grænseanlæg mod Vest. Han erfarer snart, at han med den beslutning har sat sig op imod drabelige modstandere. Imens lader et ungt par i Østtyskland sig opmuntre af rygterne om, at den ungarske grænse vil blive åbnet i forbindelse med den paneuropæiske picnic. De beslutter at prøve lykken, men vikles ind i den politiske magtkamp, der udspiller sig bag lukkede døre i Østblokken. Den unge mand dræbes af skud på grænsen, en begivenhed, der paradoksalt nok fremskynder Nemeths endelige beslutning og murens fald.